# Chloé Paquetová
Chloé Paquetová (nepřechýleně: Paquet, * 1. července 1994 Versailles), je francouzská profesionální tenistka. Ve své dosavadní kariéře na okruhu WTA Tour nevyhrála žádný turnaj. V rámci okruhu ITF získala sedm titulů ve dvouhře a jeden ve čtyřhře.
Na žebříčku WTA byla ve dvouhře nejvýše klasifikována v srpnu 2024 na 96. místě a ve čtyřhře v červnu 2017 na 247. místě. Od roku 2016 ji trénuje Stéphane Charret.

## Tenisová kariéra

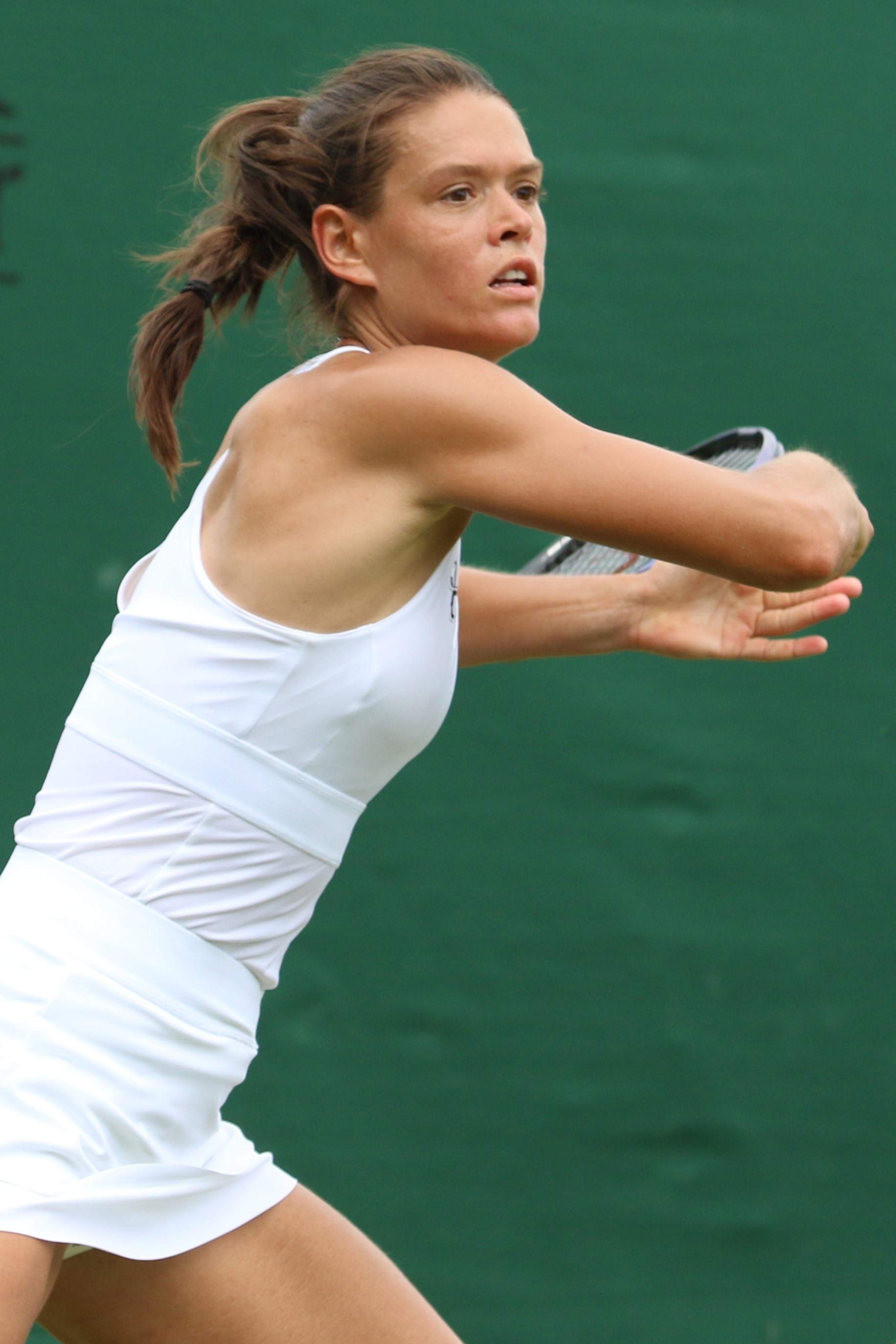
V kvalifikaci Wimbledonu 2023

V rámci hlavních soutěží událostí okruhu ITF debutovala v listopadu 2010, když na turnaji v Le Havre s dotací 10 tisíc dolarů postoupila z kvalifikace. Ve druhém kole podlehla krajance Irině Ramialisonové. Premiérový titul v této úrovni tenisu vybojovala v červnu 2014 na antukové události v běloruském Minsku s rozpočtem tisíc dolarů. Ve finále přehrála běloruskou hráčku Lidziji Marozavovou.
V singlu okruhu WTA Tour debutovala na pařížském Open GDF Suez 2011 z kategorie Premier, kde hrála v kvalifikaci na divokou kartu. V její první fázi však nenašla recept na Slovenku Michaelu Pochabovou. V rámci kategorie International se první soutěže zúčastnila na dubnovém Grand Prix de SAR La Princesse Lalla Meryem 2013 v marocké Marrákeši. Na úvod kvalifikace, do níž získala divokou kartu, podlehla rumunské tenistce Cristině Dinuové. Zápas v hlavní soutěži WTA premiérově odehrála na bogotském Copa Colsanitas 2016, kde zvládla kvalifikační síto. V úvodním kole dvouhry ji však vyřadila Němka Anne Schäferová po dvousetovém průběhu.
Debut v hlavní soutěži nejvyšší grandslamové kategorie zaznamenala v ženském deblu French Open 2014. Do turnaje nastoupila s krajankou Alix Collombonovou po obdržení divoké karty. V úvodním kole nenašly recept na ruský třetí nasazený pár Jekatěrina Makarovová a Jelena Vesninová. Ve stejné fázi ženského debla skončila i v letech 2015 a 2016. Až v ročníku 2017 dokázala po boku Francouzky Myrtille Georgesové porazit jedenáctou nasazenou dvojici Anna-Lena Grönefeldová a Květa Peschkeová. Poté čtyřhru opustily ve druhém kole. Singlovou grandslamovou soutěž poprvé odehrála na French Open 2017, kde jako 260. hráčka žebříčku na úvod vyřadila 44. ženu klasifikace Kristýnu Plíškovou. Následně ji přehrála turnajová osmadvacítka Caroline Garciaová.. V osmifinále Baltic Open 2019 v lotyšské Jūrmale poprvé porazila Garciaovou, ale vzápětí ve dvou setech podlehla 194. hráčce žebříčku Katarzyně Kawaové.
V kvalifikaci ženské dvouhry pro US Open 2022 se probojovala do rozhodujícího třetího kola, ve kterém však podlehla 17leté Češce Lindě Fruhvirtové ve třech setech.

## Finále série WTA 125
| Legenda                  |
| ------------------------ |
| D – dvouhra; Č – čtyřhra |
| WTA 125 (0–2 D; 0–1 Č)   |

### Dvouhra: 2 (0–2)
| Stav       | č. | datum         | turnaj              | povrch    | soupeřka ve finále | výsledek           |
| ---------- | -- | ------------- | ------------------- | --------- | ------------------ | ------------------ |
| Finalistka | 1. | prosinec 2023 | Angers, Francie     | tvrdý (h) | Clara Burelová     | 6–3, 4–6, 2–6      |
| Finalistka | 2. | květen 2024   | Saint-Malo, Francie | antuka    | Loïs Boissonová    | 6–4, 6–7(3–7), 3–6 |

### Čtyřhra: 1 (0–1)
| Stav       | č. | datum              | turnaj           | povrch    | spoluhráčka           | soupeřky ve finále                  | výsledek |
| ---------- | -- | ------------------ | ---------------- | --------- | --------------------- | ----------------------------------- | -------- |
| Finalistka | 1. | 12. listopadu 2017 | Limoges, Francie | tvrdý (h) | Pauline Parmentierová | Valeria Savinychová Maryna Zanevská | 0–6, 2–6 |

## Tituly na okruhu ITF
| Kategorie okruhu ITF | Kategorie okruhu ITF |
| -------------------- | -------------------- |
| Turnaje W100         | Turnaje W80          |
| Turnaje W75/W60      | Turnaje W50          |
| Turnaje W35/W25      | Turnaje W15/W10      |

### Dvouhra (7 titulů)
| č. | datum          | turnaj                        | kategorie | povrch    | soupeřka ve finále    | výsledek           |
| -- | -------------- | ----------------------------- | --------- | --------- | --------------------- | ------------------ |
| 1. | 9. června 2014 | Minsk, Bělorusko              | W10       | antuka    | Lidzija Marozavová    | 6–2, 6–4           |
| 2. | 20. října 2018 | Joué-lès-Tours, Francie       | W25       | tvrdý     | Myrtille Georgesová   | 7–6, 6–2           |
| 3. | červen 2021    | Vratislav, Polsko             | W25       | antuka    | İpek Özová            | 4–6, 6–3, 6–3      |
| 4. | červenec 2021  | Kyjev, Ukrajina               | W25       | antuka    | Fanny Stollárová      | 7–6(7–3), 3–6, 6–4 |
| 5. | říjen 2021     | Netanja, Izrael               | W25       | tvrdý     | Matilda Mutavdzicová  | 6–3, 6–3           |
| 6. | říjen 2021     | Poitiers, Francie             | W80       | tvrdý (h) | Simona Walterová      | 6–4, 6–3           |
| 7. | září 2023      | Collonge-Bellerive, Švýcarsko | W60       | antuka    | Lucrezia Stefaniniová | 6–2, 6–1           |

### Čtyřhra (1 titul)
| č. | datum          | turnaj            | kategorie | povrch | spoluhráčka                | soupeřky ve finále                    | výsledek |
| -- | -------------- | ----------------- | --------- | ------ | -------------------------- | ------------------------------------- | -------- |
| 5. | 15. ledna 2017 | Hammámet, Tunisko | W15       | antuka | María Teresa Torró Florová | Joséphine Boualemová Julia Grabherová | 6–4, 6–4 |